# Beekpyjamaspin
De beekpyjamaspin (Singa nitidula) is een spinnensoort in de taxonomische indeling van de wielwebspinnen (Araneidae).
Het dier behoort tot het geslacht Singa. De wetenschappelijke naam van de soort werd voor het eerst geldig gepubliceerd in 1844 door Carl Ludwig Koch.